# Chantal Jouanno
Chantal Jouanno (Vernon, 12 luglio 1969) è un'artista marziale e politica francese.
Il nome di nascita è Chantal Paul. Dopo il matrimonio, ha acquisito il cognome del marito, Jouanno.

## Formazione e famiglia
Dopo il diploma di scuola superiore (Baccalauréat), Chantal Jouanno ha completato un corso universitario tecnico in commercio estero, ottenendo il brevet de technicien supérieur (BTS). A partire dal 1988 ha lavorato come assistente all'esportazione per l'Africa e l'America Latina presso la casa automobilistica Citroën. Dal 1989 al 1990 ha svolto uno stage presso la Banca Internazionale per l'Africa Occidentale (BIAO). Ha completato i suoi studi in amministrazione economica e sociale presso l'Università Pantheon-Sorbona con una maîtrise. Ha lavorato per la compagnia energetica statale Électricité de France (EDF). Si è poi laureata presso Sciences Po e l'École nationale d'administration (ENA; classe di laurea 1999 "Cyrano-de-Bergerac"). Durante la sua formazione si è specializzata in tematiche ambientali.
Jouanno è sposata e ha tre figli.

## Carriera
È stata 12 volte campionessa di Francia e anche campionessa europea universitaria di karate.
Tornata alle competizioni dopo un periodo di inattività, ha fatto parte, con Véronique Mesnil De Vido e Léna Pyrée, della squadra che il 7 marzo 2010 si è laureata campione di Francia.

## Carriera politica

### Governo nazionale (2009-2011)
Dal 21 gennaio 2009 al 14 novembre 2010, Jouanno è stata segretario di Stato per l'ecologia nel secondo governo di François Fillon, succedendo a Nathalie Kosciusko-Morizet.
In qualità di ministro dello sport, Jouanno ha avviato due indagini con la Federazione calcistica della Francia (FFF) nei confronti dell'allenatore della nazionale, Laurent Blanc, e di altri della federazione, che avevano discusso dell'introduzione di quote razziali nelle accademie di formazione per i giovani giocatori francesi con doppia nazionalità. 
Oltre ai suoi incarichi nel governo nazionale, Jouanno è stata consigliere regionale dell'Île-de-France dal 2010 al 2017.

### Senatrice (2011-2017)
In risposta all'indignazione del pubblico per una mostra fotografica su Vogue che mostrava ragazze minorenni in abiti e posture sexy, il ministro della Salute Nora Berra ha incaricato Jouanno di scrivere un rapporto sulla "ipersessualizzazione" dei bambini nel 2011.
Durante le elezioni presidenziali del 2012, Jouanno asserì che se avesse dovuto scegliere tra un candidato socialista e uno del Fronte Nazionale, avrebbe votato per quello socialista. Questo commento è stato interpretato in modo critico dai sostenitori di Sarkozy, come François Fillon, il quale ha evidenziato delle criticità su Sarkozy, nel saper corteggiare i sostenitori del Fronte Nazionale. 
Nell'ottobre 2012, Jouanno ha annunciato che avrebbe lasciato l'Unione per un Movimento Popolare per unirsi al neonato partito di centrodestra Unione dei Democratici e degli Indipendenti, guidato da Jean-Louis Borloo, nella veste di suo vicepresidente. Nel 2013 Borloo ha nominato Jouanno nel suo gabinetto ombra, all'interno del quale ha assunto l'incarico di ministro ombra degli Affari esteri.
Nelle primarie presidenziali repubblicane del 2016, Jouanno ha appoggiato Nathalie Kosciusko-Morizet come candidata dei partiti di centrodestra per le elezioni presidenziali francesi del 2017, ma in seguito ha sostenuto Alain Juppé.
Nel 2017 Jouanno ha annunciato l'intenzione di voler portare a termine la sua carriera politica.

## Carriera nel settore privato
Dopo aver lasciato il CNDP, è stata assunta dalla società di consulenza Accenture come consulente senior per la transizione ecologica.